# Мінору Генда
Мінору Генда (яп. 源田 実; 16 серпня 1904, Хіросіма — 15 серпня 1989, Токіо) — японський військовий діяч і політик, генерал (1948).

## Біографія

### Ранні роки
Мінору Генда був другим сином фермера з Каке, префектура Хіросіма, на північ від міста Хіросіма. Два брати були випускниками Токійського університету, інший брат закінчив медичний коледж Тіба, а молодший вступив до армійської академії. Генда закінчив Імператорську японську військово-морську академію у 1924 році і проходив льотну підготовку протягом 11 місяців у 1928–1929 роках, закінчивши з відзнакою, щоб стати льотчиком.

### Дострокова військова служба
У 1931 році Генда був призначений на авіаносець «Акагі». Він був добре відомий на флоті, сформувавши у 1932 році демонстраційну групу в Йокосуці, керуючи дивізією біпланів по всій країні, проводячи пілотажні демонстрації. Відома як «Літаючий цирк Генди», команда, що складалася з Генди, Йошіти Кобаяші та Мотохару Окамури, використовуючи винищувачі Nakajima A2N Type 90, була частиною кампанії зі зв’язків з громадськістю, спрямованої на популяризацію морської авіації. Він отримав бойовий досвід у Другій авіагрупі під час Другої китайсько-японської війни з осені 1937 року, був старшим льотним інструктором авіагрупи Йокосука у 1938 році.
Розробив тактику масованого застосування авіаносців, яку згодом почали називати «гендизм». Генда розумів потенціал масових повітряних нальотів з кількох авіаносців, що рухаються разом. Будучи прихильником повітряних сил, Генда закликав довоєнних військових лідерів Японії припинити будівництво лінкорів (які, на його думку, краще було б використовувати як «пристані» або металобрухт) і зосередитися на авіаносцях, підводних човнах, підтримці швидкісних крейсерів і есмінців. Перш за все, Генда вважав, що сучасний і великий військово-морський повітряний флот буде необхідним для виживання, я якщо Японія коли-небудь почне війну зі Сполученими Штатами і Сполученим Королівством. Проте звання Генди — капітана — було занадто низьким, щоб мати великий стратегічний вплив.

### Перл-ГарборіДруга світова війна
План нападу на Перл-Гарбор належав японському адміралу Ямамото. Ямамото наказав ряду офіцерів вивчити Перл-Харбор і скласти план операції. Сам план атаки був написаний головним чином контр-адміралом Рюносуке Кусакою, капітаном Мінору та заступником начальника штабу капітана Камето Куросіми. Ямамото познайомився з Мінору у 1933 році, коли той служив на борту авіаносця «Рюдзьо». 
Літом 1940 року, у віці 36, Мінору був обраний японським військово-морським департаментом, для виїзду за кордон в якості військового аташе, щоб з перших рук отримати військові звіти про німецькі повітряні наступи та британські оборонні заходи під час Битви за Британію. Ретельно записані деталі були задокументовані Гендою таємно, під час його перебування у Лондоні, а потім переписані вручну після повернення до Японії для дослідження військово-морським департаментом. Його офіційна поїздка відповідала англо-японській військово-морській угоді, яка дозволяла офіційні військові візити аташе на фронт, для спостереження і документації військових операцій. 
Після повернення у Японію він був назначений на перший авіаносний дивізіон, де зустрівся з Ямамото на початку лютого 1941 року. Під час зустрічі Ямамото представив ідеї для нападу на США, і Генда підтримав цю ідею. Генда і раніше планував напад на Перл-Харбор у 1934 році, та обговорював цю можливість з Онісі Такідзіро. Генда наголосив для Ямамото, що таємність та несподіваність операції будуть ключовими і почав працювати над деталями плану. Адмірал Такідзіро Онісі доручив Генда вивчити можливість авіанальоту на базу американського ВМФ у Перл-Харборі. Разом із генералом Міцуо Футіда вони розробили план операції. Генда планував трихвильову атаку з використанням шести авіаносців: він відповідав за більшу частину навчання, особливо стосовно нової тактики використання торпед на мілководді, ефективного застосування бомбардування, координації кількох авіаносців одночасно. Він зіграв ключову роль у переконанні лідерів назначити Міцуо Фучіду, однокласника Мінору з Японської військово-морської академії, лідером повітряної атаки.
Потім Генда був зарахований в штаб адмірала Тюїті Наґумо і займався питаннями координації дій авіації з ВМФ. Оскільки Футіда захворів, Генда особисто очолив першу хвилю японських літаків, що атакували Перл-Харбор. В 1945 році сформував з ветеранів авіації 343-тю авіагрупу, оснащену новітніми морськими винищувачами «Шинден-Кай». Після війни завдяки заступництву генерала Дугласа Макартура уникнув арешту і продовжив службу в силах самооборони, займав посаду начальника японського Генштабу. У 1959/62 роках — начальник штабу Повітряних Сил Самоборони Японії. В 1962/86 роках — депутат парламенту. Один із керівників Ліберально-демократичної партії, голова Комітету з національної оборони. З 1959 по 1962 він обіймав посаду начальника штабуу. Будучи командувачем Повітряних сил самооборони, Генда успішно проштовхнув придбання F-104 Starfighter, з яких Японія купила 230. Це стало частиною хабарницьких скандалів Lockheed, оскільки з’явилися докази того, що Lockheed заплатило йому хабар. Генда відвідав штаб-квартиру Lockheed в Каліфорнії і на власне прохання особисто літав на Starfighter.

## Нагороди
Отримав численні нагороди, серед яких:
- Легіон Заслуг (США), командор (1962)
- Орден Священного скарбу 2-го класу (1974)
- Орден Вранішнього Сонця 2-го класу (1981)